# Henri Van Straten
Henri Van Straten, né à Anvers le 5 octobre 1892 et disparu dans la même ville en septembre 1944, est un artiste peintre, dessinateur, xylographe. Il est l'un des principaux acteurs du renouveau de la gravure sur bois belge.

## Biographie
Henri Van Straten entre en 1911 à l'Académie d'Anvers. Il étudie la gravure sur bois auprès d'Edouard Pellens pendant quatre ans. 
De 1914 à 1918, il suit des cours à l'Académie d'Amsterdam, où il découvre la gravure japonaise, l'expressionnisme allemand et le cubisme. 
En 1919, il adresse un ensemble de linogravures illustrant L'après-midi d'un Faune à la revue Lumière, qui vient d'être lancée. Il est intégré à la revue, dont il va devenir un membre actif. Il est rattaché au groupe des Cinq (« De Vijf »), également composé de Frans Masereel, Joris Minne, Jan Frans Cantré et Jozef Cantré.
À partir de 1937, il délaisse la linogravure pour la zincographie.
Henri Van Straten disparaît en septembre 1944 durant les bombardements d'Anvers, sans laisser de trace.

## Œuvre

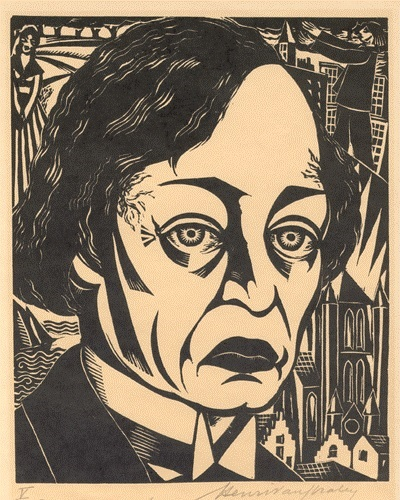
Portrait de Karel van de Woestijne par Henri Van Straten, gravure en relief, 1937, Letterenhuis Antwerpen.

L'œuvre gravé d'Henri Van Straten est composé de xylographies, de linogravures, de lithographies. 
Son œuvre peint compte une centaine de tableaux et d'aquarelles. 

### Illustrations
- L'après-midi d'un Faune de Stéphane Mallarmé (1919)[2]
- La Tentation de saint Antoine de Gustave Flaubert (1920)[2]
- Pensées fanées de Charles Dumercy (1928)